# Haus Albertsberg
Haus Albertsberg oder Albertsburg ist ein zum Neobarockschlösschen umgebautes Weingutshaus mit weitläufigem Garten im Stadtteil Oberlößnitz des sächsischen Radebeul. Es liegt in der Eduard-Bilz-Straße 49/49c/49d am Eingang zum Strakengrund auf dem Gelände des namensgleichen Weinbergs Albertsberg, gegenüber der Einmündung der Weinbergstraße. Der Albertsberg gehört zur Einzellage Radebeuler Goldener Wagen und liegt im Denkmalschutzgebiet Historische Weinberglandschaft Radebeul.

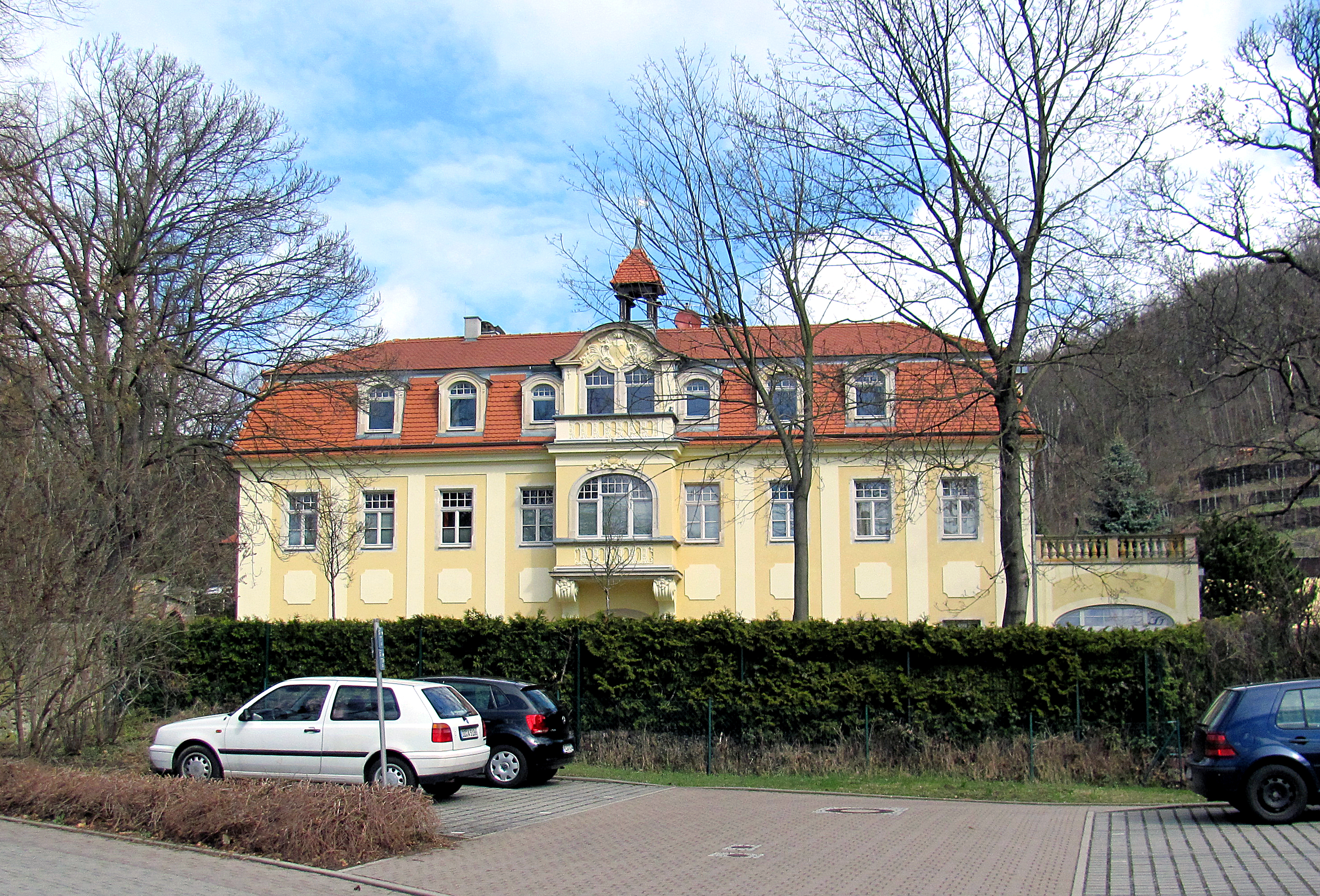
Haus Albertsberg bzw. Albertsburg (2013)

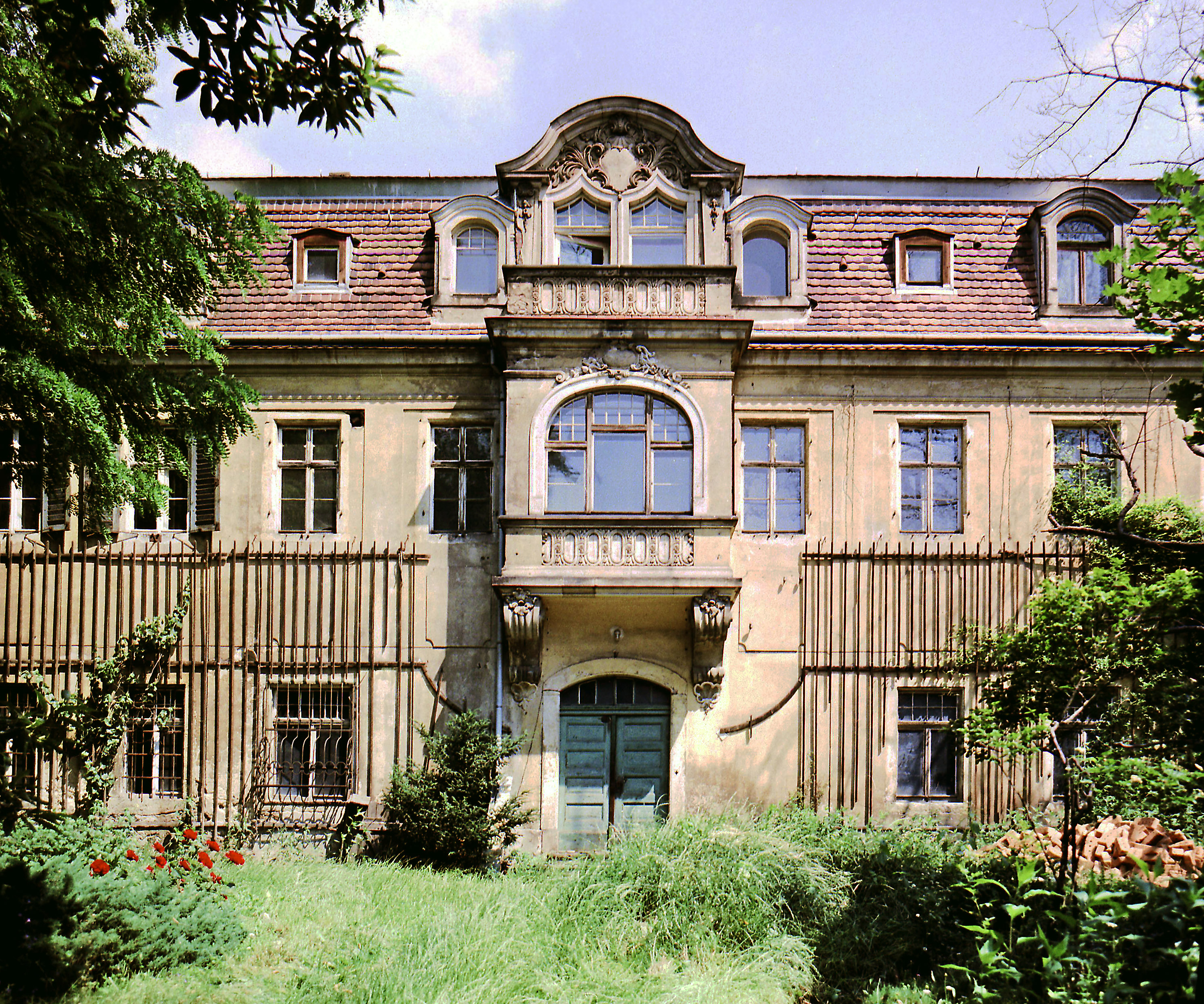
Haus Albertsberg, Zustand 1987

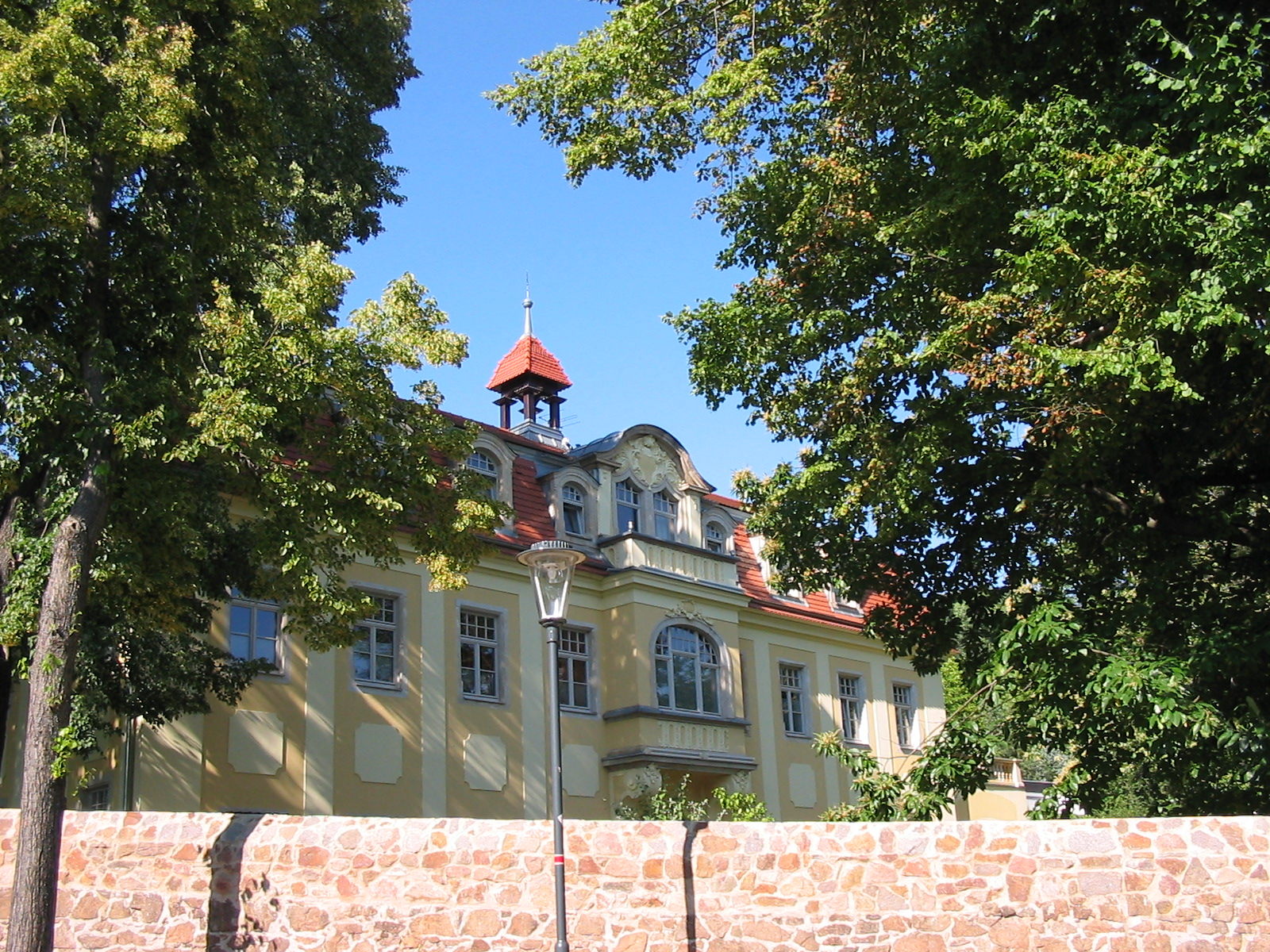
Gebäudemitte im Detail

## Beschreibung
Das zweigeschossige, mitsamt der Einfriedung und der Pforte des ehemaligen Weinguts unter Denkmalschutz stehende Herrenhaus steht über einem großen Weinkeller. Es hat eine Breite von neun Fensterachsen, obenauf befindet sich ein Mansarddach mit Dachgauben. In der Mitte der nach Süden zum Tal gehenden Hauptansicht befindet sich im Erdgeschoss eine Tür, darüber ein wuchtiger Erker auf Konsolen mit Austritt obenauf, darüber im Dach ein großes Zwerchhaus mit einem Vorhangbogen-Koppelfenster. Der Giebel darüber ist ornamental ausgeschmückt.
Auf der Bergseite befindet sich ein Treppenhausvorbau. Die zu Zillers Zeiten im Osten stehende Holzveranda mit Austritt obenauf, die zwischenzeitlich abgetragen war, wurde in neuer Zeit durch einen massiven, unten geschlossenen Altan ersetzt.
Der Putzbau, dessen Fassadengliederung bis in die 1990er Jahre entfernt war, erhielt bei der Sanierung in den 2000er Jahren wieder eine Gliederung mit Lisenen und Putzfeldern, die farblich unterschiedlich angelegt wurden. Die Fenstergewände und der Erker bestehen aus Sandstein.

## Geschichte

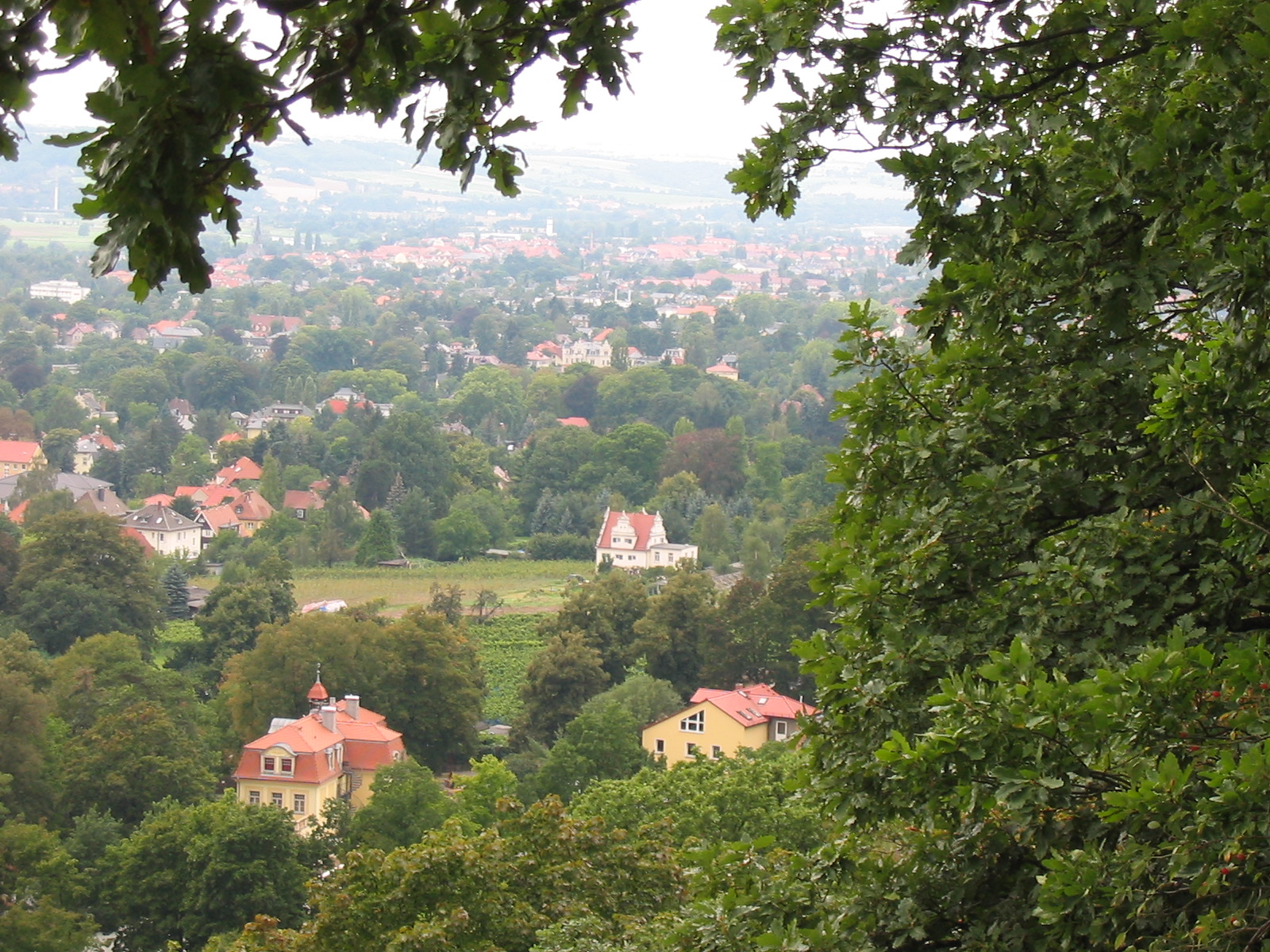
Albertsburg und Bennoschlösschen

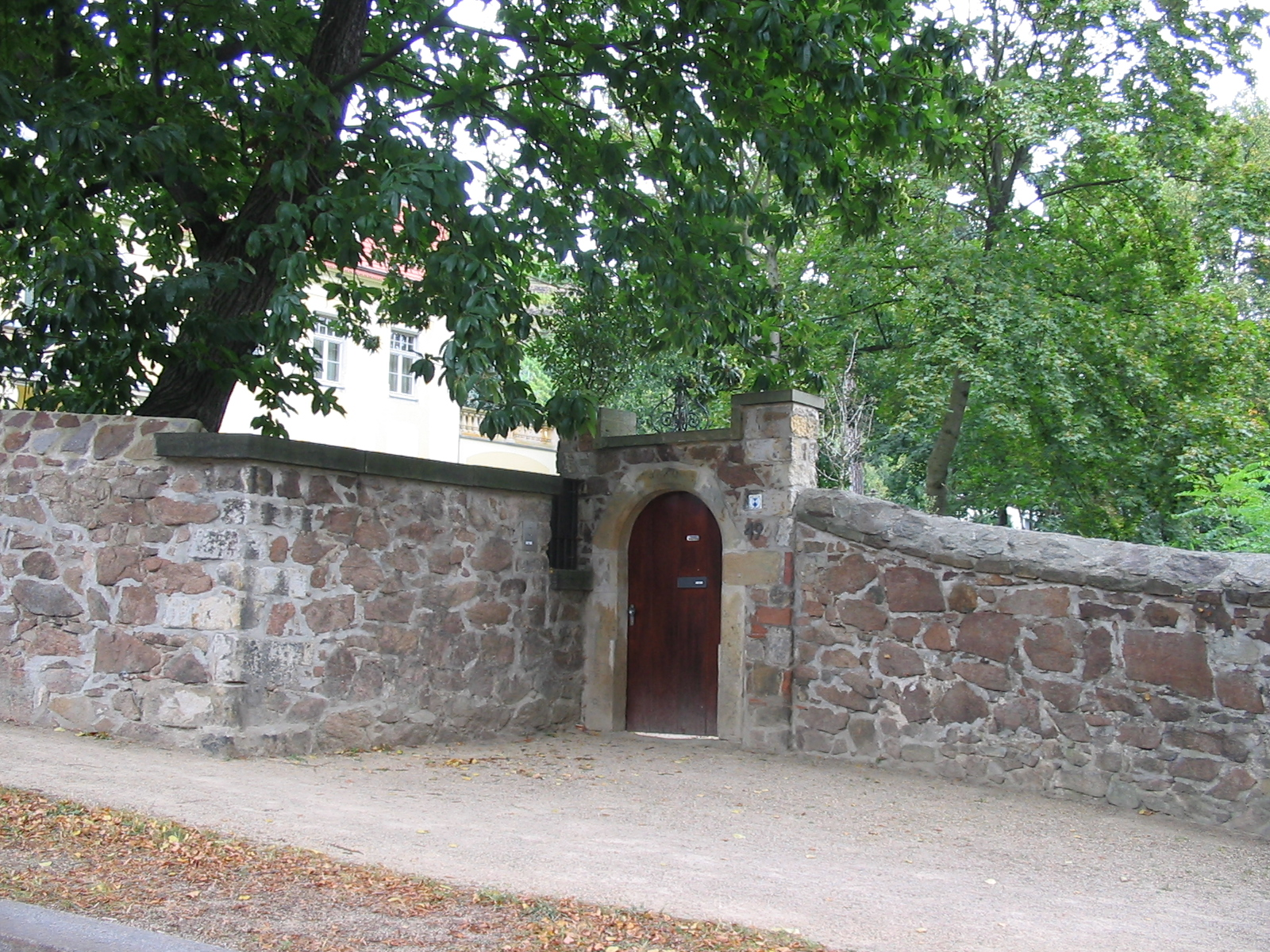
Grundstückspforte, bezeichnet 1660

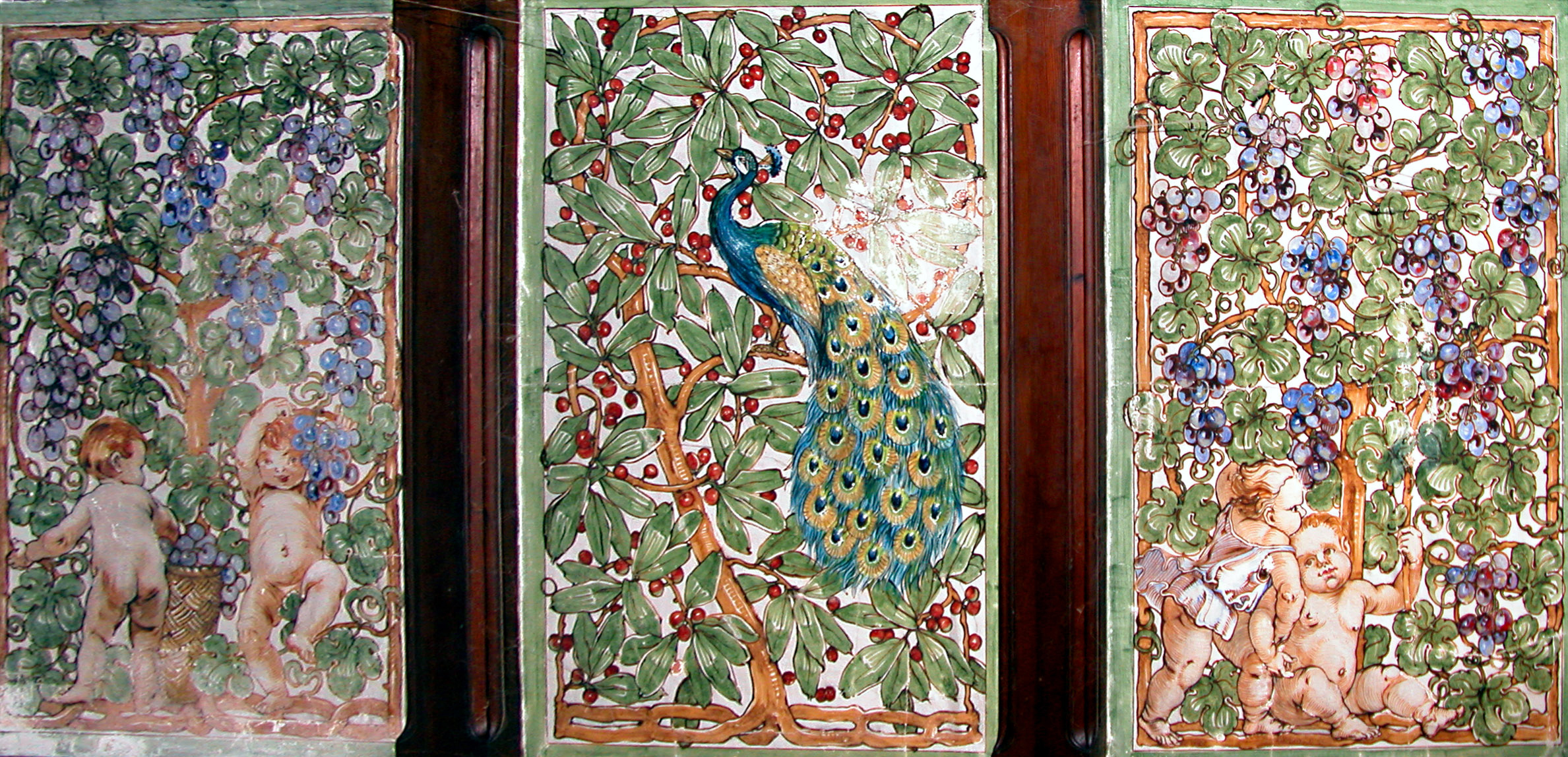
Bemalte Holzfelderdecke im Erdgeschoss

Der erste bekannte Besitzer des Geländes war der Dresdner Bürgermeister Siegmund Otto im Jahr 1627. Bereits im 17. Jahrhundert stand auf dem Gelände ein steinernes Wohnhaus mit Ziegeldach, ähnlich dem Bennoschlösschen, nebst Winzerhaus mit Weinpresse. Dieses ist auf der von Hans August Nienborg stammenden Karte von 1715 eingezeichnet. Auf dieses Haus weist die historische Datierung 1660 im Torbogen der Grundstückspforte in der Einfriedung hin.
Das spätbarocke zweigeschossige Herrenhaus mit großem gewölbten Weinkeller entstand um 1778. 1862 ließ der Bankier und Kaufmann Friedrich Albert Kuntze, Namensgeber des Anwesens und des Gebäudes, das 1859 erworbene Herrenhaus durch den jungen Baumeister Moritz Ziller zu einem herrschaftlichen Landhaus im Schweizerstil mit gotisierenden Elementen umbauen und erweitern. Dieses Schweizerhaus hatte einen Kniestock unter dem flach geneigten Satteldach sowie einen mittigen Sparrengiebel mit Portal nach Süden. Kuntze, der 1892 starb, war der Vater von Thekla, die Haus Albertsberg erbte, Frida, die nicht weit entfernt 1900 die Villa Sommer erbaut bekam, Albert, der sich 1899 bis 1901 die Villa Albert Kuntze errichtete und Max, der 1898/1899 ebenfalls wie seine Geschwister mit der Villa im Jagdweg 6 ein Domizil durch den Architekten Oskar Menzel entworfen bekam.
1889 kaufte der Naturheilkundler Friedrich Eduard Bilz ein oberhalb der Albertsburg liegendes Teilstück des Albertsbergs mit einem darauf stehenden klassizistischen Gebäude (früher Strakenweg, heute Eduard-Bilz-Straße 53), in dem er 1892 für seine Naturheilanstalt (Bilz-Sanatorium) ein kleines Sanatorium einrichtete.
Die folgende Besitzerin von Haus Albertsberg, Kuntzes Tochter Thekla, ließ 1898 durch den Architekten Oskar Menzel das Haus in seinen heutigen Zustand umbauen, dies geschah durch Barockisierung der Fassade mit Lisenen und Putzfeldern nebst gotisierenden Vorhangbogenfenstern. Das Dach wurde zum Mansarddach umgewandelt. Der Gartensaal im Erdgeschoss erhielt eine aufwendige Deckenbemalung.

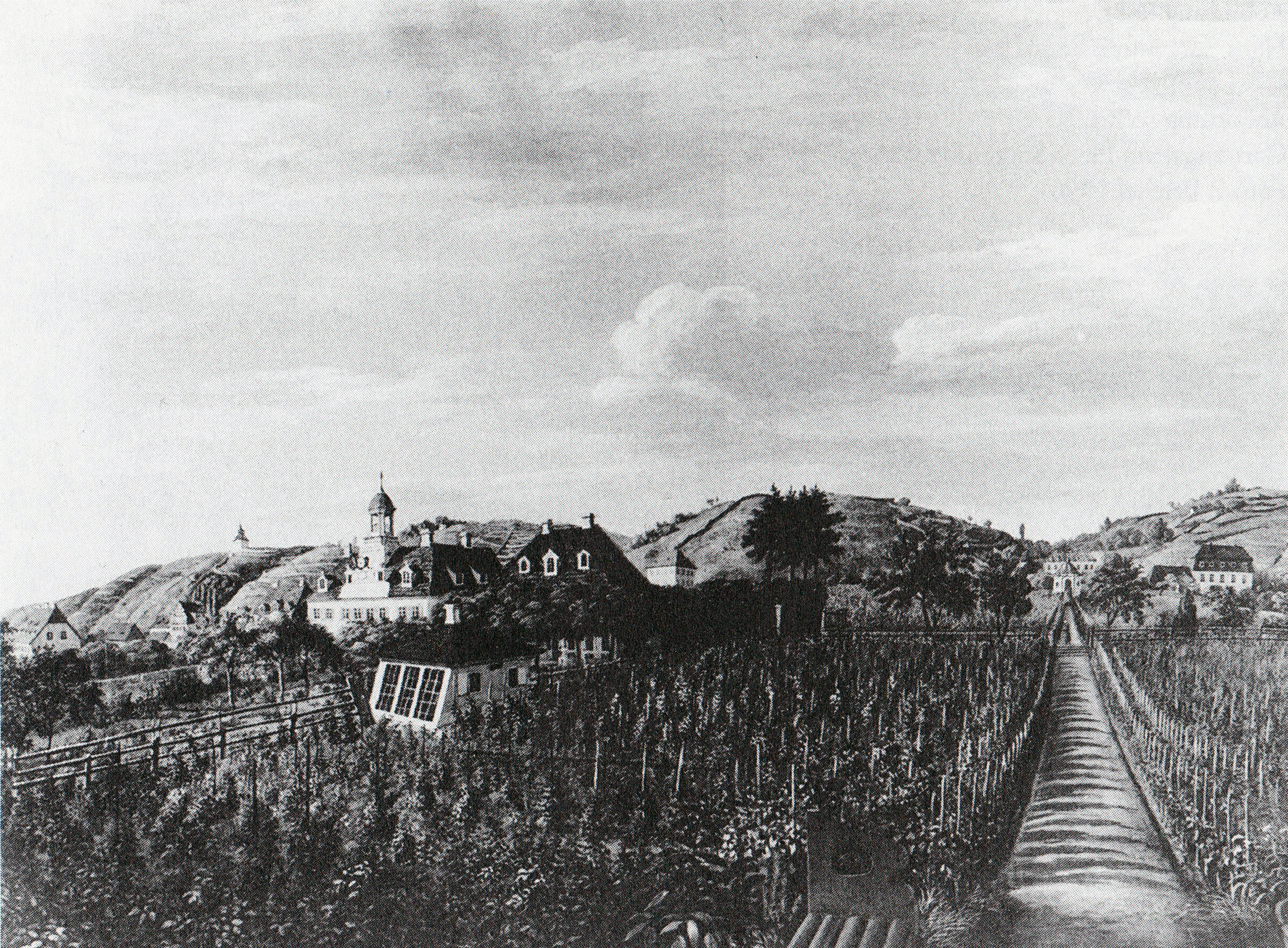
Haus Albertsberg (rechts), 1829. Links davon Haus I des späteren Bilz-Sanatoriums, Haus Sorgenfrei, Haus Steinbach, links oben Spitzhaus
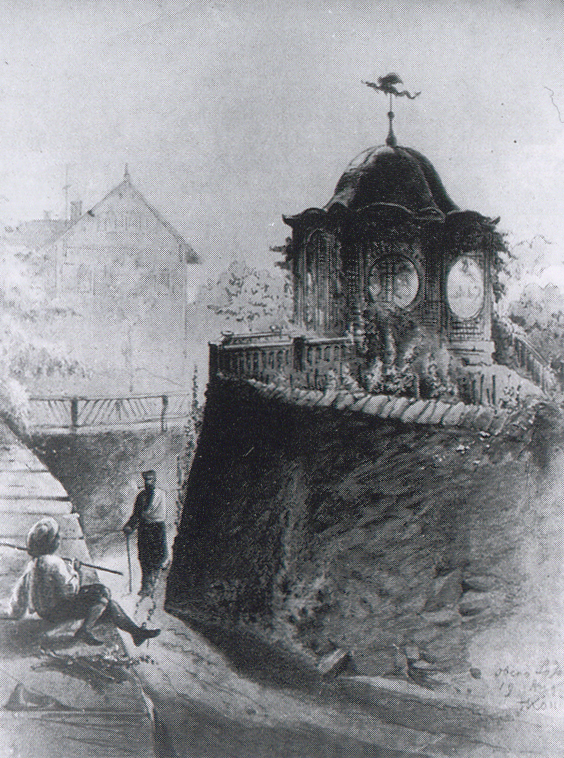
Drachentempel von Haus Sorgenfrei; im Hintergrund die Schmalseite von Haus Albertsberg (H. König, um 1866)
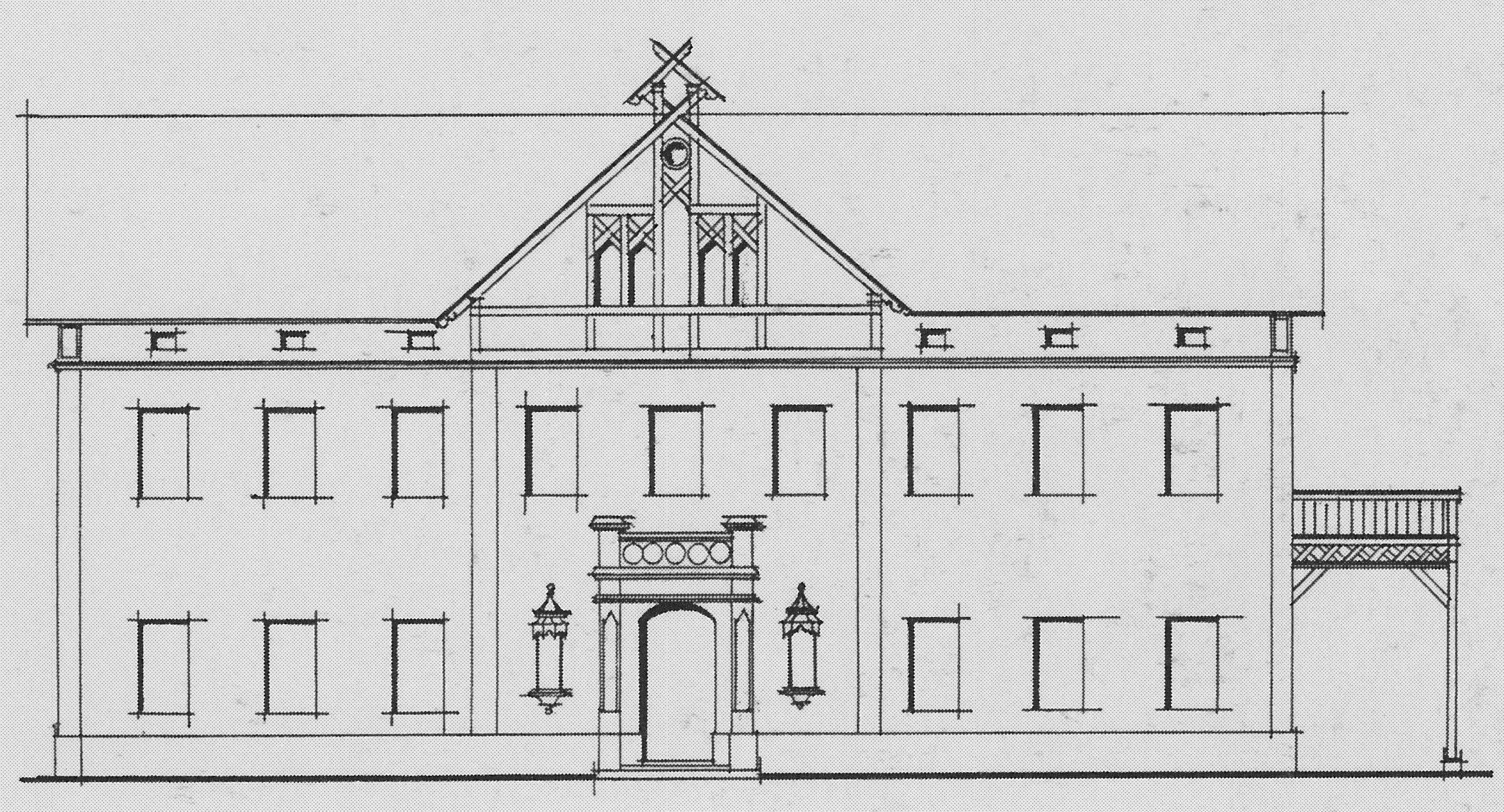
Bauzeichnung des zillerschen Landhauses im Schweizerstil, Zustand vor 1898
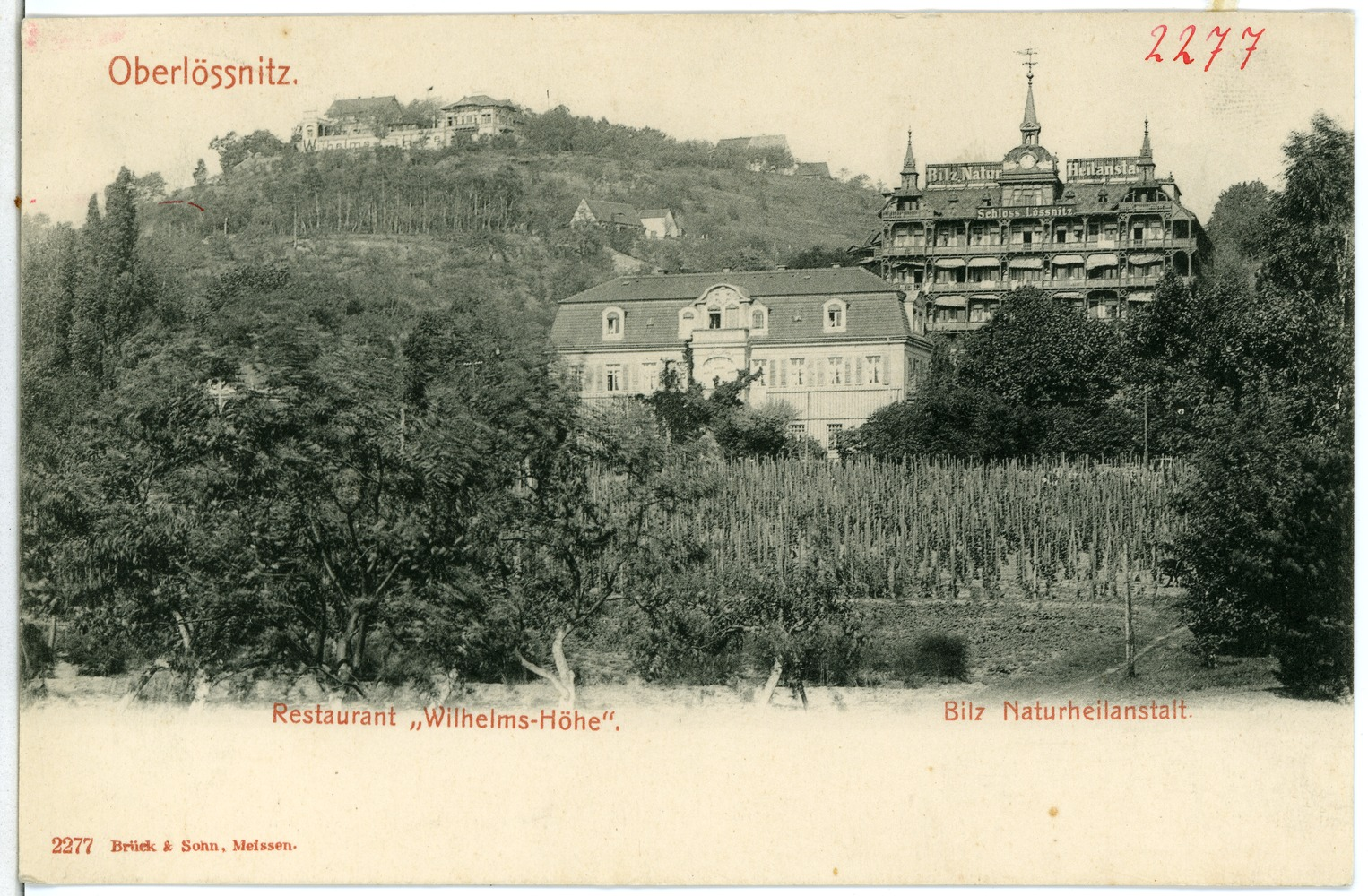
Das barockisierte Wohnhaus, 1902. Rechts dahinter Schloss Lössnitz des Bilz-Sanatoriums, links oben das Berggasthaus Wilhelmshöhe

In der nicht lange danach erschienenen Fundamentalinventarisation des Kunsthistorikers Cornelius Gurlitt von 1904 wurden Haus und Pforte wie folgt beschrieben:

„In der Einfriedungsmauer eine Rundbogenthüre, einfach abgefast. Oben bez. 1660. Das Wohnhaus wurde zu Ende des 19. Jahrhunderts umgebaut, die Raumeintheilung verändert, ein Stock aufgesetzt und der Dachaufbau in anderer Gestalt durchgeführt.“

Bei notwendigen Sicherungs- und Sanierungsmaßnahmen des spätestens ab 1973 als Denkmal der Architektur unter Denkmalschutz gestellten Gebäudes wurden zu DDR-Zeiten viele der neobarocken Fassadenelemente wieder entfernt. Eine umfassende Restaurierung des denkmalgeschützten Herrenhauses erfolgte 2005/2006.
Der unterhalb des Gebäudes liegende Weingarten wurde bis Anfang der 1990er Jahre bewirtschaftet und in den Jahren 1994/1995 mit einer Wohnanlage bebaut.